# Éric Jouan
 (novembre 2012).
Si vous disposez d'ouvrages ou d'articles de référence ou si vous connaissez des sites web de qualité traitant du thème abordé ici, merci de compléter l'article en donnant les références utiles à sa vérifiabilité et en les liant à la section « Notes et références ».
Éric Jouan est un journaliste et éditeur français né le 4 mai 1964 à Saint-Brieuc et mort le 14 juin 2018 au Rheu.
Diplômé de l'École supérieure de journalisme de Lille (major de la 60e promotion), il entre d'abord à France 2 (service de politique étrangère) avant de choisir la presse magazine. Rédacteur en chef de nombreux titres (parmi lesquels le Groupe Nouvel Obs, Bayard Presse), il anime aussi des émissions à la télévision (LCI, France 5 entre autres). Il est le directeur des rédactions Magazines, Livres, Internet, Musique du groupe Sélection du Reader's Digest France.

## Formation
Il obtient son Baccalauréat (mathématiques et sciences de la nature) en 1982, puis le Brevet de Technicien Supérieur de Tourisme (art et langues étrangères) en 1984. Diplômé de l'École Supérieure de Journalisme de Lille (ESJ) – il est major de sa promotion - en 1986, il obtient en 1998 le diplôme de Cadre et Dirigeant Efficace (DCDE) – Gordon Management, Paris 8e.

## Carrière
Il débute, en 1980, comme journaliste indépendant et collabore à divers médias (presse écrite, radio, télévision), notamment Armor Magazine, Radio France, FR3 Bretagne, Radio Littoral, Pèlerin Magazine. 
En 1986, il rejoint le service « politique étrangère » de la chaîne publique France 2. Pour les journaux télévisés de 13 heures et 20 heures, il est chargé du conflit libanais et des dossiers africains, et présente l’émission « 5 minutes autour du monde » le dimanche à 23 heures.
Il quitte France 2 en 1987 et devient le rédacteur en chef adjoint du mensuel Phosphore (Bayard), où il est chargé notamment de la rédaction en chef de dossier spéciaux. De 1991 à 1992, il occupe le poste de rédacteur en chef adjoint du mensuel Sciences et Avenir (Nouvel Observateur), puis devient jusqu’en 1995 chef du projet Eurêka et chargé de mission à la direction des médias du groupe Bayard. Parallèlement, il est chroniqueur dans  plusieurs émissions radio-télévisées : Atout Savoir (La Cinquième) avec Bruno Fuchs, Le Cercle de Minuit (France 2) avec Philippe Lefait ou Science Info avec Jacques Legros (RTL-TF1).
En 1995, il est nommé rédacteur en chef du magazine Eurêka (Bayard Presse). Il coanime sur LCI  l’émission Science Info et y présente notamment la Spéciale Éclipse 99 (4 heures de direct). De 2001 à 2002,  en tant que rédacteur en chef du département Magazines de l’agence photographique de presse Corbis-Sygma, il est chargé d’organiser et mettre en œuvre la politique éditoriale du groupe, au sein des secteurs Sciences et Médecine, Géographie, Tourisme, Aventure Humaine, Industrie et Économie, Société et Modes de vie. Membre du comité de direction de Sélection du Reader's Digest à partir de 2002, il met en place le lancement d’une nouvelle formule, tant en France qu’au niveau international.
Éric Jouan a été conseiller auprès de la Technopole ESTER à Limoges, et conseiller et animateur du Festival de Chamonix. 
Il a été membre du jury :
- du Festival du Film Scientifique de Montréal (le président étant J.-M. Cavada)
- de la Culture de la région Rhône Alpes
- du film d’Orsay

Animateur de colloques et événements (dans les domaines des High-Tech, Sciences et Technologie), il est  aussi formateur à l’École Supérieure de Journalisme de Lille (management de presse, coaching de rédacteurs en chef, vulgarisation, presse grand public, etc.)

## Distinctions
- Lauréat de la bourse Jean d’Arcy (France 2)
- Ancien membre du conseil Pédagogique de l’Université Bayard Presse
- Conseiller scientifique de quelques projets TV sur TF1 et France 2
- Animateur de débats à la Cité des Sciences et de l’Industrie
- Chargé de cours au CFJ et à l’ESJ
- Modérateur de débat au British Council
- Certificate of membership of AAAS (American Ass. For Advancement of Science)
- Animateur à  la Cité de la Réussite (Paris Sorbonne, Lille, Lyon, Marseille)
- Président de l’association loi 1901 « Les Amis d’Archimède »
- Membre de l’AJSPJ (Association des journalistes scientifiques)